# Sphaeroma silvai
Sphaeroma silvai là một loài chân đều trong họ Sphaeromatidae. Loài này được Khalaji-Pirbalouty & Wägele miêu tả khoa học năm 2010.